# Угон Bell UH-1 с аэродрома Типтон
17 февраля 1974 года 20-летний рядовой первого класса Армии США Роберт Кеннет Престон угнал вертолёт Bell UH-1B Iroquois с военного аэродрома Типтон (город Форт-Мид, штат Мэриленд). Он взял курс на юго-запад, в сторону Вашингтона, где пролетел около Мемориала Линкольна, Монумента Вашингтону и над южной лужайкой Белого дома. Затем полетел обратно в сторону Форт-Мида. К тому времени полиция начала погоню с использованием полицейских вертолётов и автомобилей. После погони над штатом Мэриленд Престон вновь взял курс на Вашингтон, где приблизился к Белому дому. Секретная служба США открыла огонь, ранив его. Вскоре он посадил вертолёт на южной лужайке, был арестован и заключён под стражу.
Престон признал вину в угоне и нарушении общественного порядка в соглашении о признании вины в суде. Он был приговорён к году тюремного заключения и штрафу в размере 2400 долларов США. После шести месяцев пребывания в тюрьме Престон вышел на свободу и, прослужив ещё два месяца, был уволен из армии.

## Личность угонщика
Роберт Кеннет Престон (англ. Robert Kenneth Preston) родился в 1953 году в Панама-Сити, штат Флорида. Он поступил в Учебный корпус младших офицеров запаса, а затем получил лицензию частного пилота и начал изучать авиационный менеджмент в Общественном колледже Голф Кост. Он стремился стать военным пилотом в «Дастофф», подразделениях, эвакуирующих раненых солдат во Вьетнаме в период Вьетнамской войны. Престон поступил на службу в армию США в 1972 году. Контракт гарантировал ему два года обучения пилотированию вертолёта, в обмен на два года службы после него. В лётной школе на военной базе Форт-Уолтерс, штат Техас, Престон начал учиться летать на вертолете Hughes TH-55 Osage. В ходе обучения был выявлен пробел в его знаниях о приборном оборудовании, в результате чего его исключили из лётной школы. Он считал, что истиной причиной этому стал начавшийся в то время вывод войск США из Вьетнама, приведший к избытку уже квалифицированных лётчиков вертолётов в армии. Тем не менее контракт обязывал его пробыть в армии четыре года и его перевели на аэродром Типтон, штат Мэриленд. Там он начал учиться на вертолётного механика.

## Угон
Ночью на 17 февраля 1974 года Престон, подавленный из-за неудачных отношений и неясного будущего в армии, поехал на своём автомобиле на аэродром Типтон, где стояли тридцать заправленных и готовых к вылету вертолётов Bell UH-1 Iroquois Huey. Припарковав машину, он забрался в один из вертолётов с серийным номером 62-1920 и начал готовить его к полёту. Вскоре он взлетел, не включив проблесковые огни и не связавшись с авиадиспетчером. Однако авиадиспетчер заметил несанкционированный взлёт и предупредил полицию штата Мэриленд.
Престон пролетел над штатом на низкой высоте, а затем приземлился на поле, где позже была найдена его шляпа. Не пробыв долго на земле, он взлетел и взял курс на Вашингтон, расположенный в 32 километрах к юго-западу, следуя по огням трассы Балтимор-Вашингтон. Полиция округа Колумбия заметила зависший вертолёт между Капитолием и мемориалом Линкольна. Полёты над этим районом запрещены, но в то время его границы не охранялись так строго, действовало только радиолокационное наблюдение, а ракеты класса «земля-воздух» были установлены вокруг Вашингтона после терактов 11 сентября 2001 года. Престон провёл 5—6 минут, зависнув над территорией Монумента Вашингтону, затем пролетел над Капитолием, и, ориентируясь на Пенсильвания-авеню, полетел к Белому дому. Дежурный офицер центра управления администрации Белого дома и сотрудник Секретной службы США Генри С. Кульбаски получил информацию об угнанном вертолёте, и о том, что он приближается к Белому дому. Политика Секретной службы США в то время заключалась в том, что по по воздушным судам, нарушающим воздушное пространство, нужно открывать огонь, но когда это делать, оставалось неясным — особенно если это могло причинить вред мирным людям. Кульбаски попытался связаться со своим начальством по телефону, но ответа не получил. Вертолёт завис над южной лужайкой и улетел. После этого Кульбаски приказал сотрудникам службы сбить его, если он вернётся.
В 00:56 авиадиспетчер в Национальном аэропорту Вашингтона заметил новую точку на своём радаре; поняв, что это угнанный вертолёт, он сообщил об этом полиции. Престон повернул обратно в сторону Форт-Мида и покинул бесполётную зону. Вертолёт Bell 47 полиции штата Мэриленд последовал за ним, но не смог угнаться за Престоном. Вскоре угнанный вертолёт появился на радаре международного аэропорта Балтимор—Вашингтон. На перехват были отправлены два вертолёта полиции штата Мэриленд Bell 206 JetRanger. Престон повернул на северо-восток. К тому времени его преследовали два вертолёта и полицейские машины. Он повредил одну полицейскую машину, выполнив разворот, находясь всего в нескольких сантиметрах над её крышей, а затем снова последовал по бульвару Балтимор-Вашингтон в сторону Вашингтона, планируя сдаться лично президенту США Ричарду Никсону. Престон оторвался от одного из Bell 206 и летел над бульваром с постоянно колеблющейся между 110—220 км/ч скоростью на очень малой высоте, уже с одним вертолётом на хвосте.
Вертолёт приблизился к Белому дому около 02:00, едва преодолев стальной забор, окружающий его территорию. По словам пилота преследующего вертолёта, Престон был так низко, что «мог влететь прямо в парадную дверь». Вертолёт внезапно осветили прожекторы, и агенты Секретной службы открыли огонь из автоматического оружия и дробовиков. Пули попали Престону в ногу, и вертолёт начал крениться, но он смог восстановить управление и сел на южной лужайке, в 91 метре от Белого Дома.
Было выпущено около 300 пуль, из которых пять попали в Престона, причинив лёгкие ранения. Он вышел из вертолёта и побежал к Белому дому, но был повален на землю сотрудниками Секретной службы. В наручниках Престона доставили на лечение в Медицинский центр Армии США имени Уолтера Рида, куда он прибыл, улыбаясь и смеясь.

## Последующие события
Вертолёт, оставшийся на лужайке возле Белого дома, стал предметом внимания туристов. Он был оценён сотрудниками Армии США как годный к полётам, несмотря на множество пулевых отверстий, и был поднят в воздух перед множеством телекамер днём 17 февраля. Вертолёт был сфотографирован со всех сторон в рамках расследования, а затем отремонтирован и возвращён в эксплуатацию. Позже он был выставлен на постамент на аэродроме Уиллоу-Гров. Действия Престона, вероятно, повлияли на Сэмюэля Бика, который пять дней спустя попытался угнать самолёт, вооружившись револьвером 22-го калибра и коктейлем Молотова. Согласно аудиозаписи, сделанной до угона самолета, Бик намеревался убить президента США. Полиция подстрелила его, и он покончил с собой.
Престону первоначально было предъявлено обвинение в незаконном проникновении на территорию Белого дома, карающемся штрафом в размере 100 долларов и шестимесячным тюремным сроком. Его адвокаты заключили соглашение о признании вины, в соответствии с которым все обвинения, подпадающие под юрисдикцию гражданского суда, будут сняты, если дело будет передано в военный суд. В военном суде Престону было предъявлено обвинение по нескольким пунктам обвинения в покушении на убийство и нескольких мелких правонарушениях. Пилот одного из вертолётов, преследующих Престона, заявил, что он думал, что Престон намеревался совершить самоубийство, врезавшись в Белый дом, но Престон утверждал, что лишь хотел привлечь внимание к его ситуации и показать своё мастерство в пилотировании. Он признал себя виновным в угоне и нарушении общественного порядка и был приговорён к одному году тюремного заключения и штрафу в размере 2400 долларов США. Срок его пребывания под военным трибуналом был засчитан ему в качестве отбытого срока; это означало, что он должен был отсидеть шесть месяцев в тюрьме. После выхода на свободу он прослужил два месяца на военной базе Форт-Райли, штат Канзас, прежде чем был признан негодным к службе и уволен. Престон переехал в штат Вашингтон. В 1982 году женился и вырастил двух дочерей. Умер 21 июля 2009 года в возрасте 55 лет от рака в Эфрате, штат Вашингтон.
Секретная служба увеличила размер бесполётной зоны вокруг Белого дома. Ричард Никсон наградил Кульбаски, а также пилотов Bell 206 JetRanger, преследовавших Престона, парами президентских запонок на церемонии в Белом доме.

### Комментарии
1. ↑  Позже, вспоминая об этом, Престон рассказал[1]:

|  | Я хотел встать, сесть за штурвал и полететь. Это заставило бы меня чувствовать себя лучше, ведь я люблю летать. |
Оригинальный текст (англ.) I wanted to get up and fly and get behind the controls. It would make me feel better because I love flying.
2. ↑  В это время в Белом доме не было ни президента, ни первой леди. Президент был во Флориде, а первая леди Пэт Никсон навещала больную дочь Джули[англ.] в Индианаполисе[4].